# Lennart Pålsson (jurist)
Nils Olof Lennart Pålsson, född 13 oktober 1933 i Snöstorps församling i Hallands län, död 31 december 2010 i Lunds Allhelgonaförsamling i Skåne län, var en svensk jurist och professor.
Efter studentexamen studerade Pålsson klassiska språk och juridik vid Lunds universitet, där han blev både fil. och jur.kand. Under några år var han fiskal i Hovrätten över Skåne och Blekinge och blev 1967 juris doktor i internationell familjerätt på avhandlingen Haltande äktenskap och skilsmässor. Under åren 1969–1995 var Pålsson professor i internationell rätt vid juridiska fakulteten vid Lunds universitet, och fortsatte även efter pensioneringen att forska vid fakulteten. Pålsson hade ett långt vetenskapligt författarskap bakom sig med verksamhet i främst internationell privaträtt och EU-rätt.
Pålsson har genom sin forskarkarriär gjort betydande insatser inom internationell privat- och processrätt, på främst svensk och europeisk nivå. Boken Bryssel I-förordningen jämte Bryssel- och Luganokonventionerna, har använts för lagstiftning. Pålsson författarskap omfattar renodlad europarätt men fokuserar främst på den internationella privat- och processrätten. 
Pålsson har deltagit i utredningsarbete och författandet av slutbetänkandet Internationella familjerättsfrågor (SOU 1987:18) och Internationella faderskapsfrågor (SOU 1983:25). 
Lennart Pålsson var son till hemmansägaren och häradsdomaren Arthur Pålsson och Julia, ogift Persson. Han gifte sig 1959 med filosofie magister Ingela Holm (född 1936). Vid frånfället var han skild sedan 2000. Han är begravd i samma grav som föräldrarna på Snöstorps kyrkogård.